# Томас Брекен

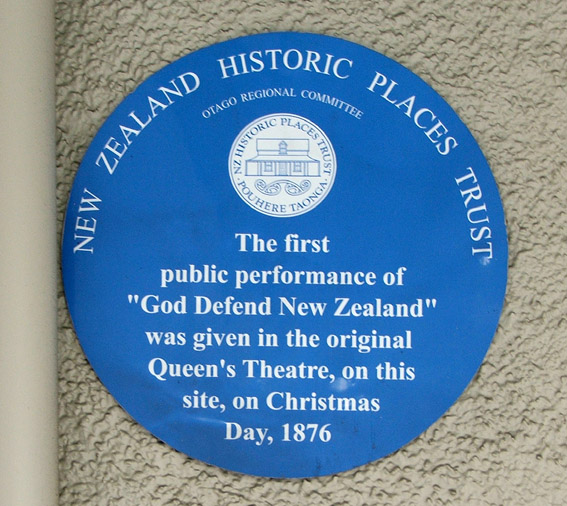
Дошка на честь першого публічного виконання гімну «Бог захищає Нову Зеландію»

Томас Брекен (англ. Thomas Bracken; 21 грудня 1843 м. Клон, Ольстер, Ірландія — 16 лютого 1898, Данідін, Нова Зеландія) — новозеландський поет та журналіст ірландського походження. Написав «Боже, захисти Нову Зеландію», один з двох офіційних гімнів Нової Зеландії.

## Життєпис
Народився в сім'ї Томаса Брекена (старшого) та його дружини Маргарет Кірнан. Охрещений 30 грудня 1841 року у Клоні, графство Міт (Ірландія). Його виховувала тітка. Коли йому було 12 років, його відправили до Австралії під опіку дядька Джона Кірнана, який мав ферму у ставках Муні поблизу Мельбурна. Пізніше він став стажистом у фармацевта. У 1869 році він переїхав до Данедіна у Новій Зеландії. Трохи працював охоронцем у в'язниці, потім став журналістом. Працював у Отаго Гардіан. Згодом заснував рекламну агенцію The Saturday. У 1881 році Брекен став депутатом Палати представників, але в 1884 році втратив депутатське місце. У 1883 році він одружився із Хелен Хестер Коплі. А в 1885 році у них народився син Чарльз Коплі. Томас Брекен помер 16 лютого 1898 року від хвороби, що вразила щитоподібну залозу.

## Творчість
Томас Брекен був журналістом і поетом. Він опублікував кілька поетичних збірок, «Квіти Фріланду», «Бюджет Падді Мерфі», «Лекція з амвона» «По той бік могили» та інші поеми, «Новозеландський турист», «Земля маорі і Моа» та «Маїнгс у країні Маорі». Найвідоміший його твір — пісня God Defend New Zealand, яка стала національним гімном Нової Зеландії. Він був опублікований 1 липня 1876 року у «Новозеландському щосуботнику» .